# فكتور إنجف
فكتور هوبر إنجف وَبالإنكليزيَّة: Victor Huber Yngve(تموز 5، 1920 – يناير 15، 2012)، كان فخري (لقب) في اللّغويّات بِـجامعة شيكاغو. وَكان واحدًا من أقدم الباحثين في اللّغويّات الحاسوبيّة وَمعالجة اللغات الطبيعية؛ وَتعني استخدام الحواسيب لِمِعالجة وتحليل اللُّغات. وَلقد أنشأ أوَّل برنامج يُنتِج جُمَلًا عشوائيَّة لكن حسنة الصِّياغة، فقد تَمَّ إعطاء البرنامج كتابًا للأطفال إسمه: «Engineer Small and the Little Train».
والأكثر أهميَّة أنَّه بَيَّنَ ضمن شروط معالجة الحاسوب سبب مقدرة دماغ الإنسان فقط على مُعالجة جُمَل ذات نوع مُحَدَّد من الصُّعوبة؛ بحيث لا تتخطَّى «حدّ العمق»(ليس له علاقة بالطول) لِنوع أُسِّسَ بِاستقلالٍ من قِبَل جورج ميلر بِـ«حدّ عمق» خاص به هو «سبعة جُمَل زائد أو ناقص إثنين»(7±2) تُرَكَّب في الذَّاكرة في أي وقت ما. كان إنجف أيضًا كاتبًا للغة كوميت وَأوَّل لغة مُعالِجة للسلاسل النصيَّة (مقارنةً بِـسنوبول وَلغة حساب وتجميع النص وَبيرل)،الَّتي طُوِّرَت في سلسلة حواسيب آي بي إم 700/7000 ‏ من قِبَل د. فكتور إنجف وَالمُعاونون في معهد ماساتشوستس للتكنولوجيا من عام 1957 إلى عام 1965. وَقد أنشأ فكتور إنجف اللُّغة بهدف دعم الأبحاث الحوسبيَّة في مجال اللّغويّات وَبتحديدٍ أكثر، لِعصر الترجمة الآليّة من أجل معالجة اللغات الطبيعية. وَأدَّى إنشاء لغة كوميت إلى بزوغ لغة سنوبول.

## روابط خارجيَّة
- مُقابَلة
- فيديو مُقابَلة البروفيسور فكتور إنجف
- ذِكراه في جامعة شيكاغو